# 30 de julho
30 de julho é o 211.º dia do ano no calendário gregoriano (212.º em anos bissextos). Faltam 154 dias para acabar o ano.

## Eventos históricos

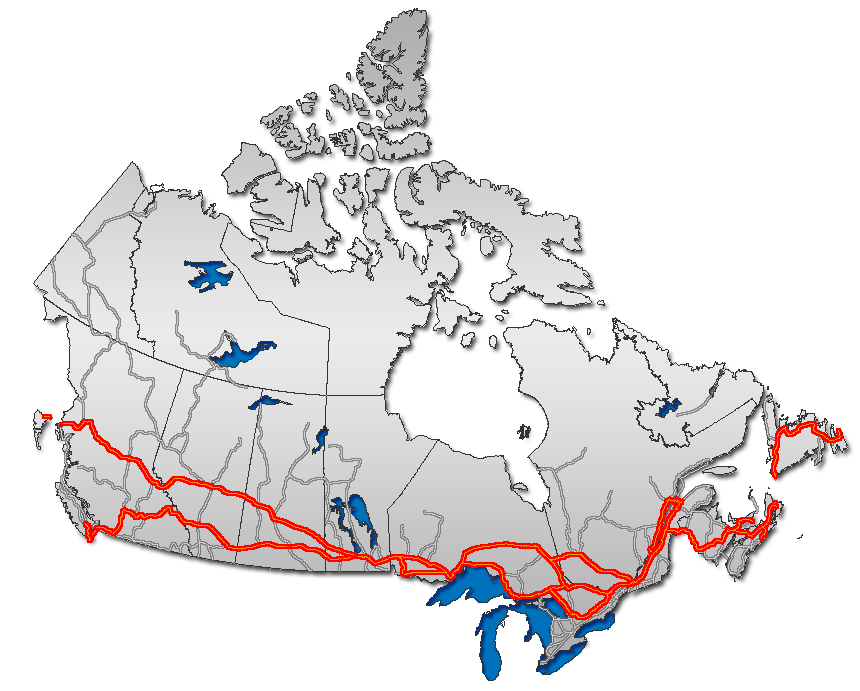
1962: Inaugurada oficialmente a rodovia Trans-Canadá

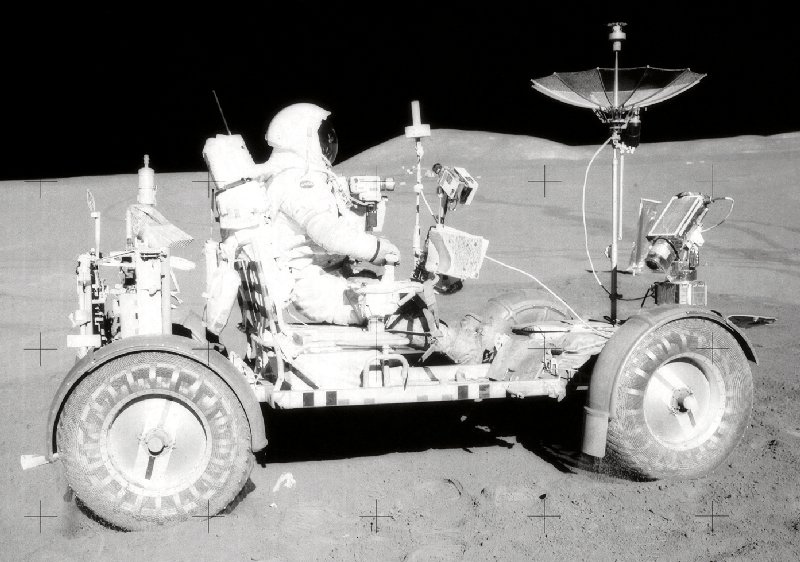
1971: David Scott no Rover Lunar

- 101 a.C. — Caio Mário ataca os cimbros na planície raudina perto de Vercelas (atual Vercelli) e assim elimina o perigo germânico do norte.
- 0762 — O califa abássida Almançor funda Bagdá para ser a nova capital.
- 1419 — Primeira Defenestração de Praga: uma multidão de hussitas radicais mata sete membros do conselho da cidade de Praga.
- 1502 — Cristóvão Colombo desembarca em Guanaja nas Ilhas da Baía ao largo da costa de Honduras durante a sua quarta viagem.
- 1505 — Maximiliano I decide sobre a Guerra da Sucessão de Landshut na Dieta de Colônia: o Ducado do Palatinado-Neuburgo é criado.
- 1627 — Um terremoto de magnitude 6,7 Mw, causou um grande tsunami, mata cerca de 5 000 pessoas em Gargano, Itália.[1]
- 1635 — Guerra dos Oitenta Anos: começa o Cerco de Schenkenschans; Frederico Henrique, Príncipe de Orange, inicia a reconquista da fortaleza estrategicamente importante do Exército Espanhol.
- 1645 — Guerra Civil Inglesa: as forças do Covenanter escocês sob o comando de Alexander Leslie, Conde de Leven, lançam o Cerco de Hereford, uma fortaleza realista remanescente.[2]
- 1656 — A Batalha de Varsóvia termina com uma vitória sueco-brandemburguesa sobre uma força polaco-lituana maior.
- 1756 — Em São Petersburgo, Bartolomeo Rastrelli apresenta o recém-construído Palácio de Catarina para a Imperatriz Isabel e seus cortesãos.
- 1811 — Padre Miguel Hidalgo, líder da insurreição mexicana, é executado pelos espanhóis na cidade de Chihuahua, México.
- 1832 — Império do Brasil: Fracassa o golpe de Estado liderado pelos padres Diogo Antônio Feijó, José Bento Leite Ferreira de Melo e José Custódio Dias, cujo objetivo era fazer aprovar a Constituição de Pouso Alegre pela Assembleia Geral.
- 1912 — O imperador Meiji do Japão morre e é sucedido por seu filho Yoshihito, que agora é conhecido como o imperador Taishō.
- 1916 — Provavelmente causada por sabotagem, agentes alemães explodiram uma tonelada de munição em Jersey City matando sete pessoas e causando danos à Estátua da Liberdade.
- 1930 — Em Montevidéu, o Uruguai vence a primeira Copa do Mundo da FIFA.
- 1932 — Estreia de Walt Disney Flowers and Trees primeiro curta de desenho animado a usar Technicolor e o primeiro curta de desenho animado vencedor do Oscar.[3]
- 1941 — O governo polonês no exílio, representado pelo primeiro-ministro Władysław Sikorski, e o embaixador soviético no Reino Unido, Ivan Maisky, concluem o Tratado Sikorski-Mayski para lutar conjuntamente contra a Alemanha Nazista.
- 1945 — Segunda Guerra Mundial: o submarino japonês I-58 afunda o USS Indianapolis, matando 883 marinheiros. A maioria morre durante os quatro dias seguintes, até que uma aeronave aviste os sobreviventes.
- 1962 — Inaugurada oficialmente a rodovia Trans-Canadá, a mais longa rodovia nacional do mundo.
- 1966 — A Inglaterra derrota a Alemanha Ocidental para vencer a Copa do Mundo FIFA de 1966 pela primeira vez no Estádio de Wembley após a prorrogação.
- 1971
  - Programa Apollo: Missão Apollo 15: David Scott e James Irwin no Módulo Lunar Apollo Falcon pousa na Lua com o primeiro Rover Lunar.
  - Um Boeing 727 da All Nippon Airways e um F-86 da Força Aérea Japonesa colidem sobre Morioka, Iwate, Japão, matando 162 pessoas.[4]
- 1980
  - O Knesset aprova a Lei de Jerusalém anexando Jerusalém Oriental ao território israelense.
  - Vanuatu torna-se uma nação independente.
- 1981 — Cerca de 50 000 manifestantes, a maioria mulheres e crianças, saíram às ruas em Łódź para protestar contra a escassez de rações de alimentos na Polônia comunista.[5]
- 2003 — Produzido no México, o último exemplar do Volkswagen Fusca.
- 2012 — Uma falha na rede elétrica em Deli deixa mais de 300 milhões de pessoas sem energia no norte da Índia.
- 2020 — A missão Mars 2020 da NASA foi lançada em um foguete Atlas V no Centro Espacial John F. Kennedy.
- 2024 — Uma série de deslizamentos de terra ocorre em Kerala, Índia, causando mais de 200 mortes.
- 2025 — Um terremoto de magnitude 8,8 Mw atinge a Península de Camecháteca, na Rússia, gerando alerta de tsunami no Oceano Pacífico.

## Nascimentos

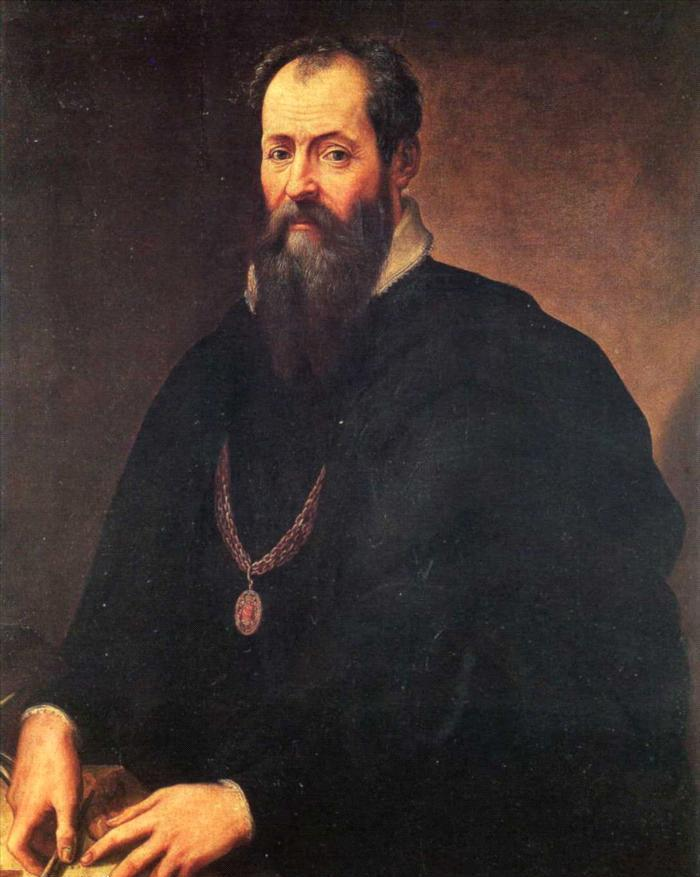
Giorgio Vasari

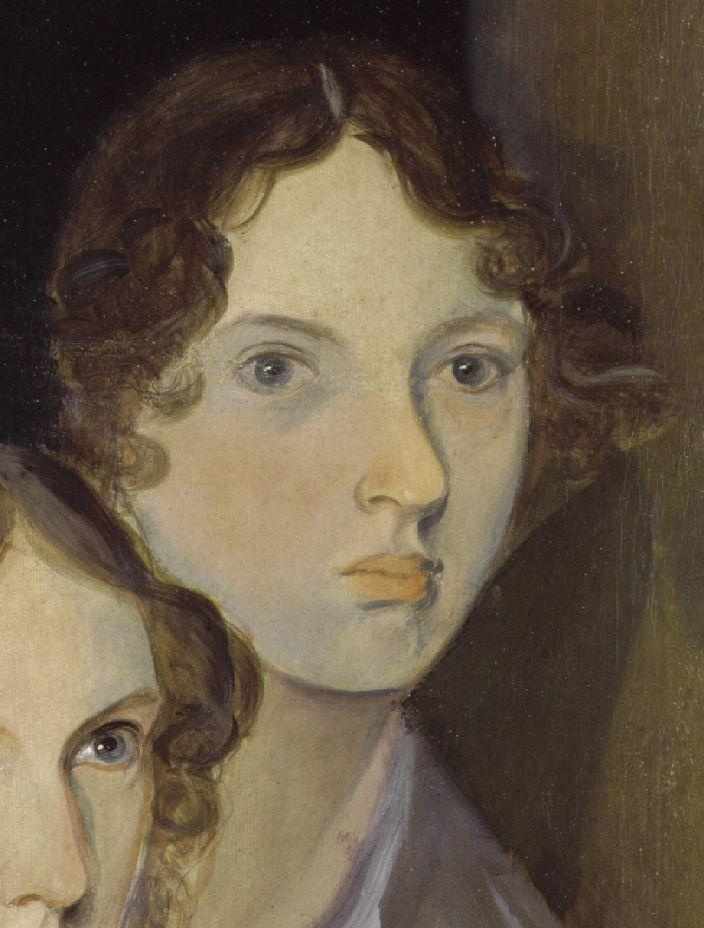
Emily Brontë

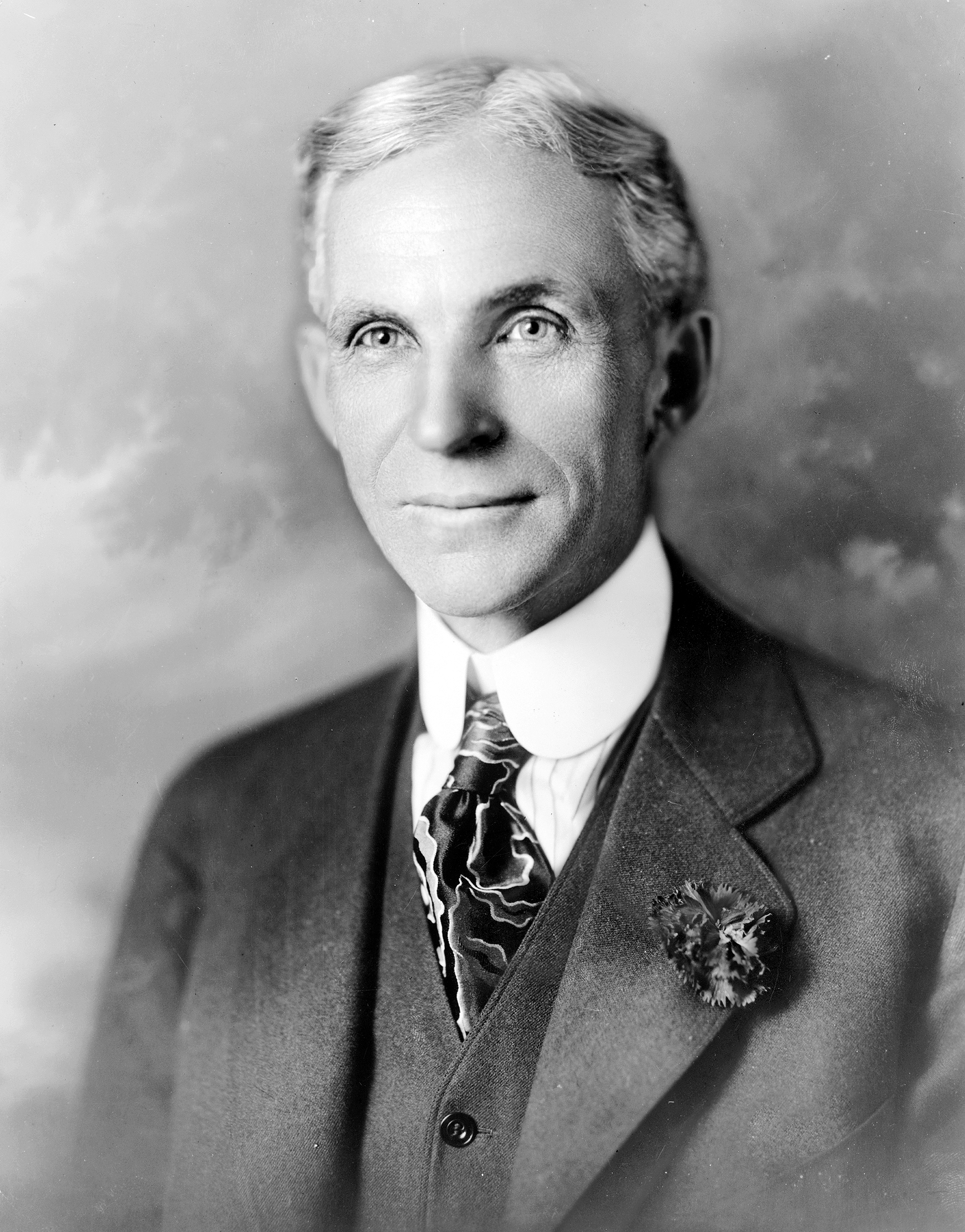
Henry Ford

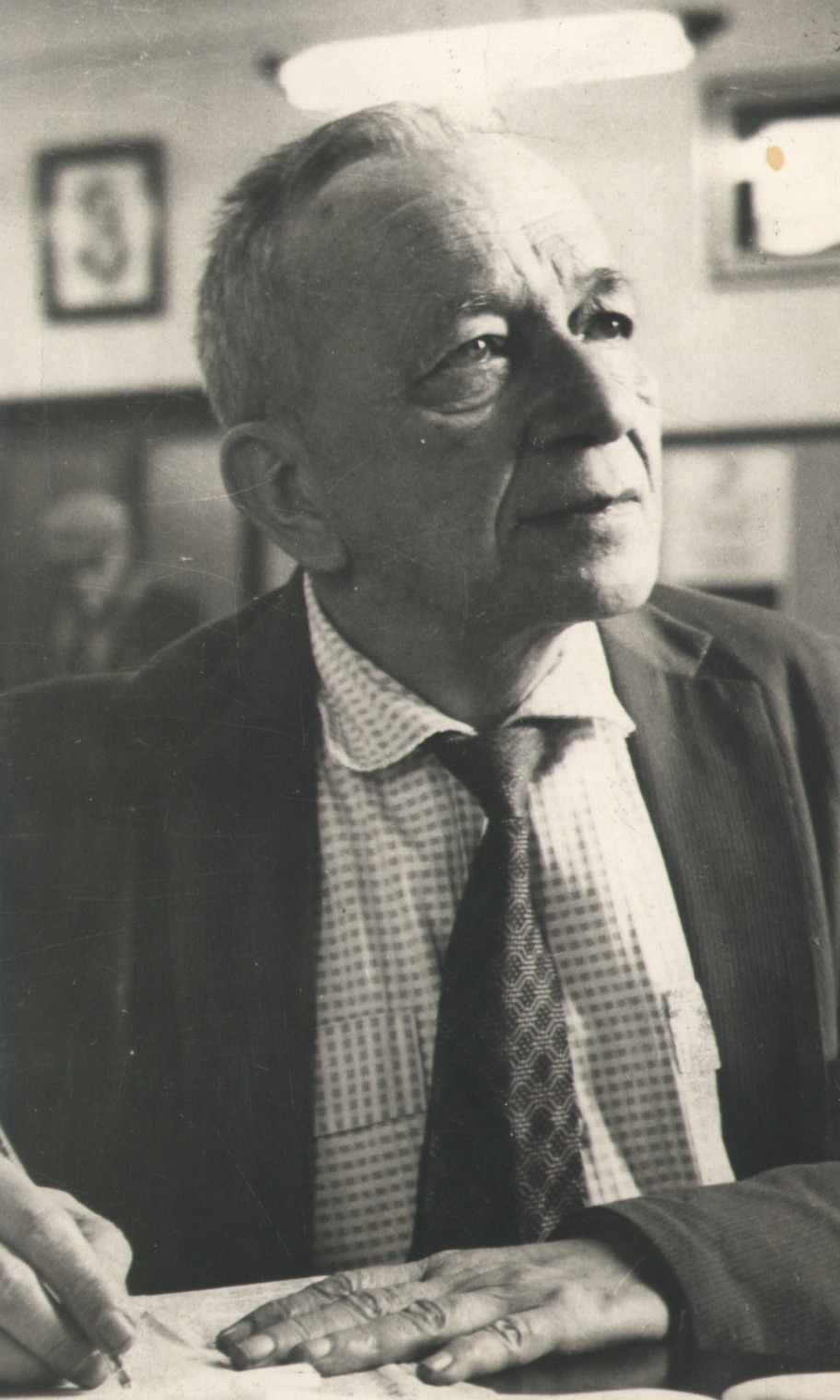
Mário Quintana

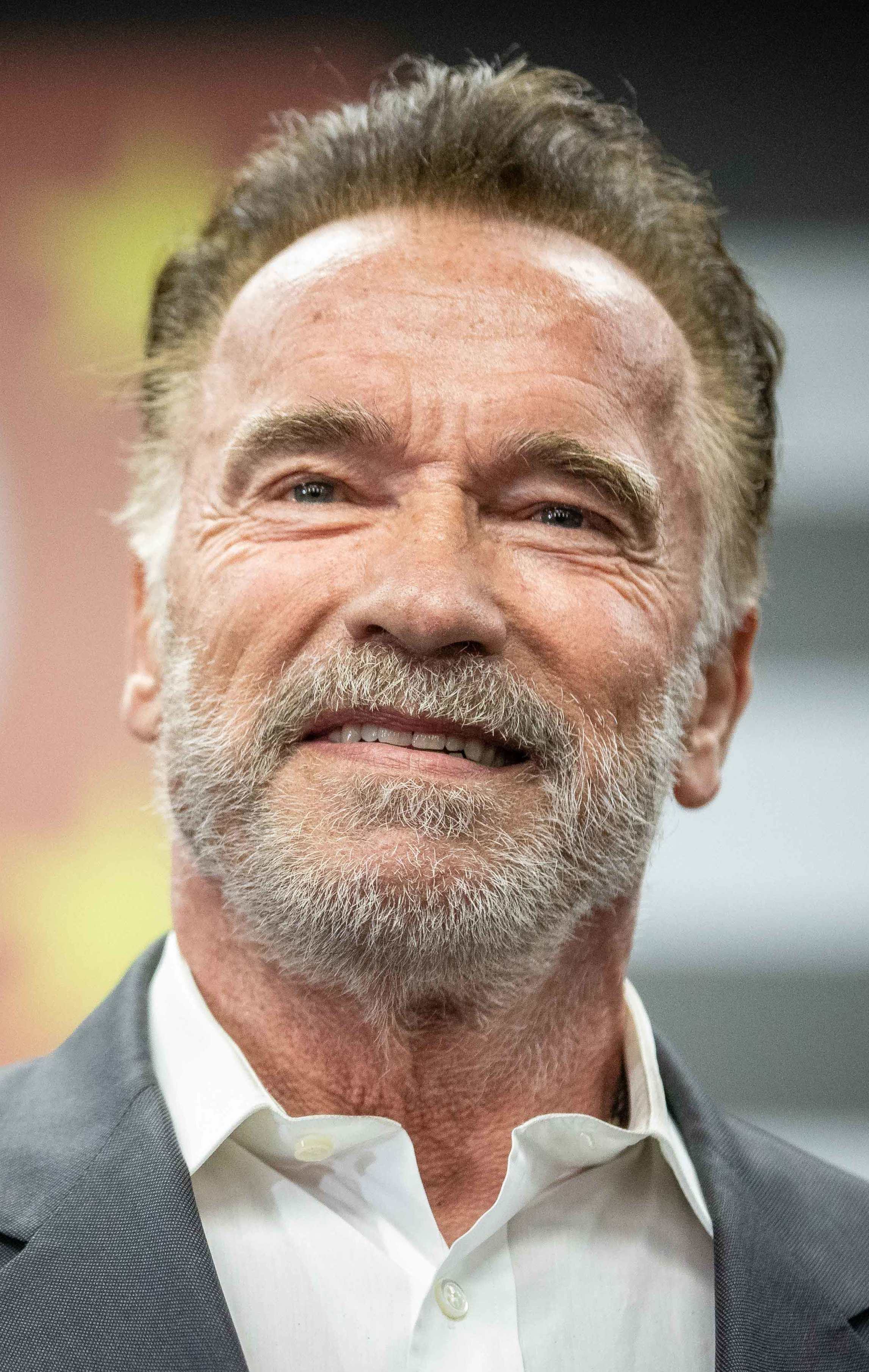
Arnold Schwarzenegger

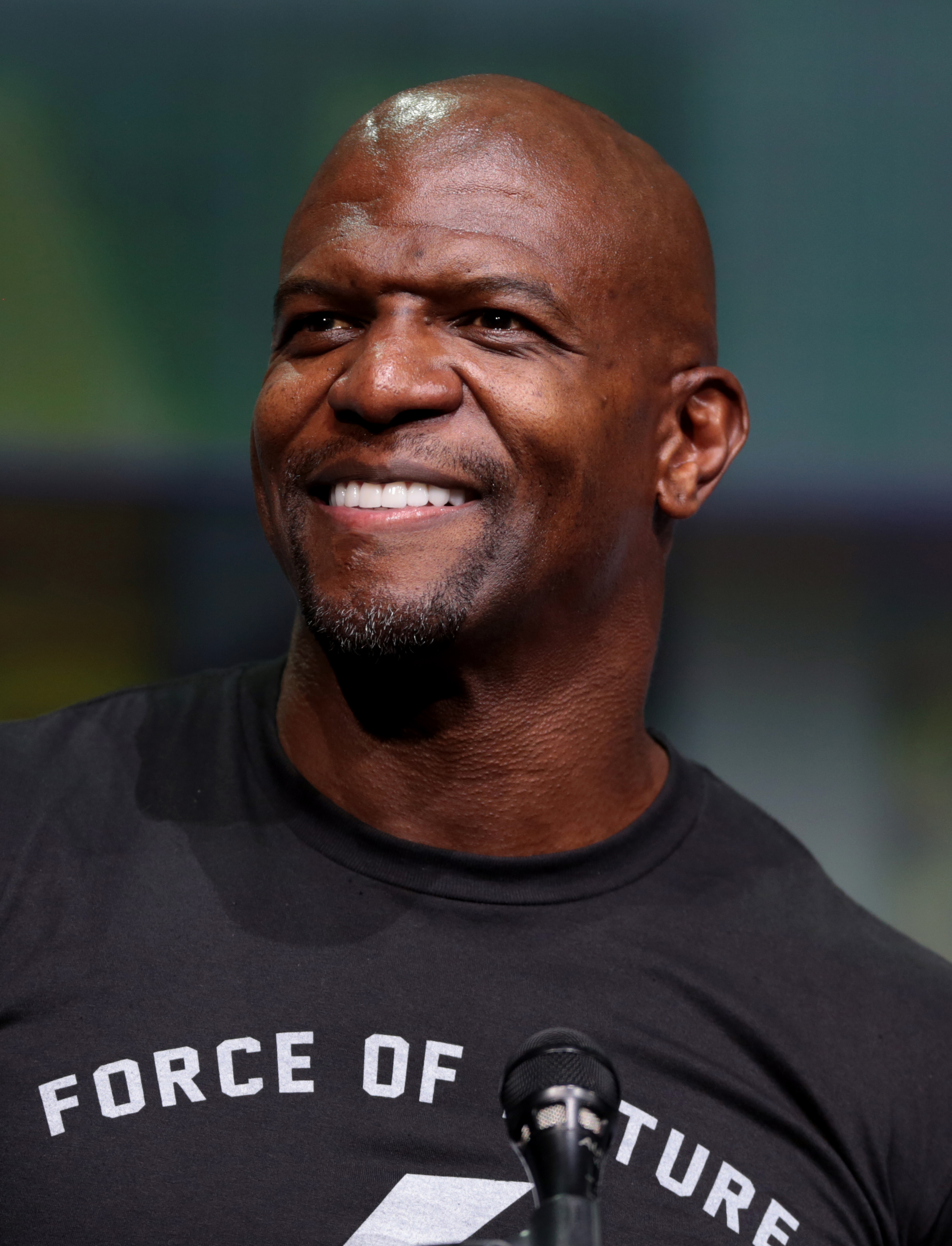
Terry Crews

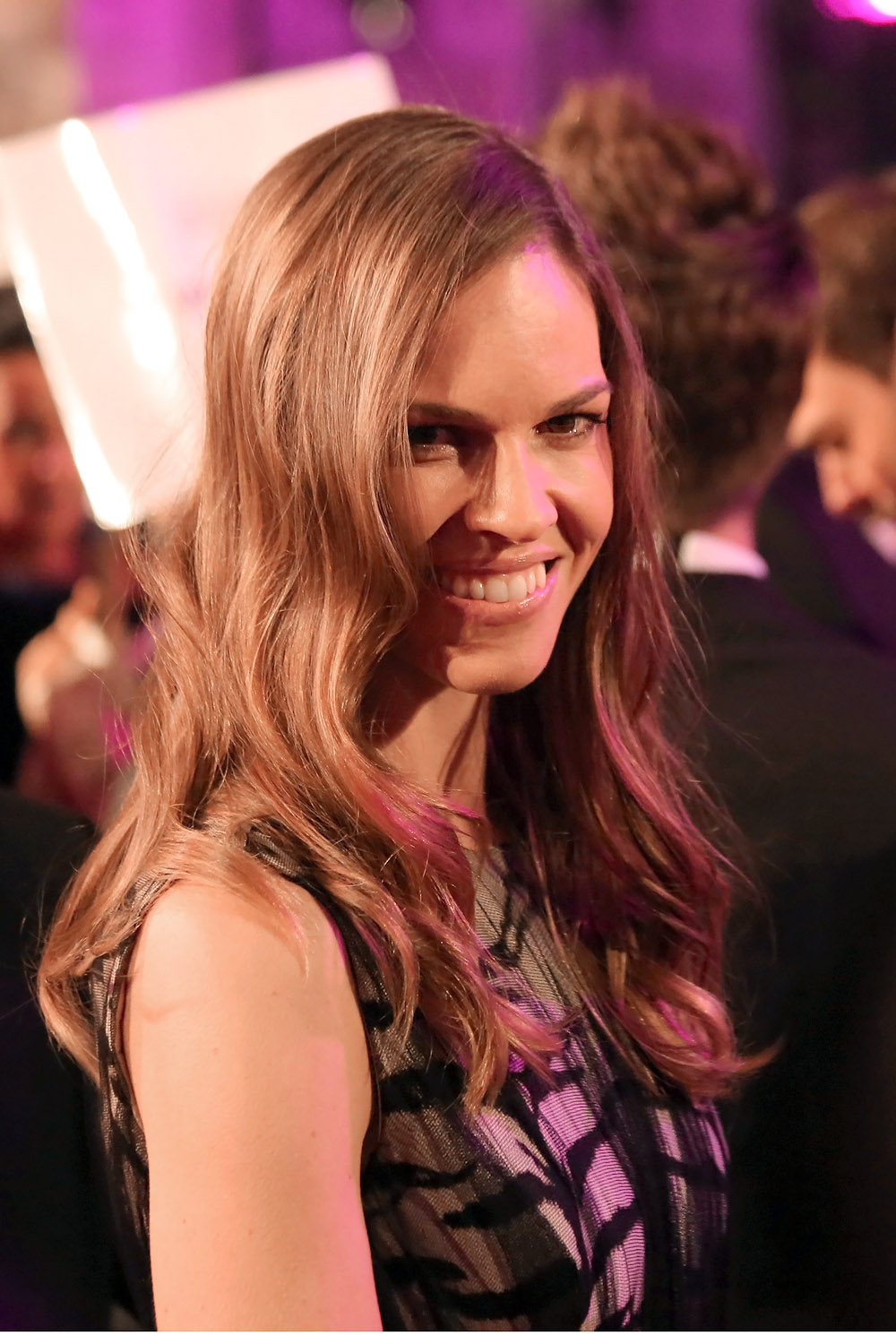
Hilary Swank

### Anteriores ao século XIX
- 1511 — Giorgio Vasari, arquiteto e pintor italiano (m. 1574).
- 1549 — Fernando I, Grão-Duque da Toscana (m. 1609).
- 1569 — Carlos I de Liechtenstein (m. 1627).
- 1601 — Ana Leonor de Hesse-Darmstadt (m. 1659).
- 1641 — Reinier de Graaf, médico e fisiologista neerlandês (m. 1673).
- 1683 — Sofia Albertina de Erbach-Erbach (m. 1742).
- 1751 — Maria Anna Mozart, pianista austríaca (m. 1829).
- 1769 — Frederico VI de Hesse-Homburgo, nobre alemão (m. 1829).
- 1777 — Karl von Grolman, militar prussiano (m. 1843).
- 1781 — Maria Aletta Hulshoff, feminista e panfletista neerlandesa (m. 1846).

### Século XIX
- 1818 — Emily Brontë, poetisa e escritora britânica (m. 1848).
- 1828 — Paul Gachet, pintor, médico e colecionador de arte francês (m. 1909).
- 1833 — Carlos Luís da Áustria (m. 1896).
- 1838 — Filipe de Württemberg (m. 1917).
- 1841 — Bernhard Tollens, químico alemão (m. 1918).
- 1857 — Thorstein Veblen, economista estadunidense (m. 1929).
- 1863 — Henry Ford, fabricante de automóveis estadunidense (m. 1947).
- 1866 — Eliseu Visconti, pintor ítalo-brasileiro (m. 1944).
- 1872 — Clementina da Bélgica (m. 1955).
- 1874 — Mena Barreto, militar e político brasileiro (m. 1933).
- 1878
  - António Correia de Oliveira, poeta e jornalista português (m. 1960).
  - Joel Stebbins, astrônomo estadunidense (m. 1966).
- 1881 — Smedley Butler, militar estadunidense (m. 1940).
- 1888 — Werner Jaeger, filólogo alemão (m. 1961).
- 1893 — Hyazinth Graf Strachwitz von Gross-Zauche und Camminetz, militar alemão (m. 1968).
- 1895 — Wanda Hawley, atriz norte-americana (m. 1965).
- 1898 — Henry Moore, escultor britânico (m. 1986).
- 1900 — Filipp Golikov, militar russo (m. 1980).

### Século XX

#### 1901–1950
- 1901 — Arnaldo Carli, ciclista italiano (m. 1972).
- 1906
  - Mario Quintana, poeta brasileiro (m. 1994).
  - Alex Thépot, futebolista francês (m. 1989).
- 1907 — Roman Rudenko, advogado ucraniano (m. 1981).
- 1909 — Cyril Northcote Parkinson, escritor e historiador britânico (m. 1993).
- 1914 — Michael Morris, 3.º Barão Killanin (m. 1999).
- 1917 — Fritz Tegtmeier, aviador alemão (m. 1999).
- 1918 — Henri Chammartin, adestrador suíço (m. 2011).
- 1920
  - Barbara Laage, atriz francesa (m. 1988).
  - Marie Tharp, geógrafa e oceanógrafa estadunidense (m. 2006).
- 1922 — Emil Wolf, físico tcheco-americano (m. 2018).
- 1924 — Angelines Fernández, atriz espanhola (m. 1994).
- 1925
  - Jacques Grimonpon, futebolista francês (m. 2013).
  - Walt Budko, jogador e treinador de basquete norte-americano (m. 2013).
- 1926 — Lilia Michel, atriz mexicana (m. 2011).
- 1927 — Victor Wong, ator estadunidense (m. 2001).
- 1928
  - Eunice Muñoz, atriz portuguesa (m. 2022).
  - Valentin Muratov, ginasta russo (m. 2006).
- 1930 — Tony Lip, ator estadunidense (m. 2013).
- 1934 — Engelbert Kraus, futebolista alemão (m. 2016).
- 1935
  - Márcio Thomaz Bastos, advogado criminalista brasileiro (m. 2014).
  - Győző Forintos, enxadrista húngaro (m. 2018).
- 1936
  - John P. Ryan, ator estadunidense (m. 2007).
  - Pilar de Espanha (m. 2020).
  - Buddy Guy, cantor e guitarrista estadunidense.
- 1938
  - Michael Bell, ator e dublador estadunidense.
  - Vyacheslav Nikolayevich Ivanov, canoísta russo (m. 2024).
- 1939 — Peter Bogdanovich, ator, diretor e produtor de cinema estadunidense (m. 2022).
- 1940
  - Nicolau Breyner, ator português (m. 2016).
  - Clive Sinclair, empresário e inventor britânico (m. 2021).
- 1941
  - Paul Anka, cantor e compositor canadense.
  - Rosinha de Valença, violonista, cantora e compositora brasileira (m. 2004).
  - Rosa Maria Sardà, atriz espanhola (m. 2020).
- 1942 — Caetano Ferrari, bispo brasileiro.
- 1944
  - Jimmy Cliff, cantor, compositor e músico jamaicano.
  - Adriano Galliani, dirigente esportivo italiano.
  - Frances de la Tour, atriz britânica.
  - Yoon Jeong-hee, atriz sul-coreana (m. 2023).
  - Roberto Hodge, futebolista chileno (m. 1985).
- 1945
  - David Sanborn, saxofonista estadunidense (m. 2024).
  - Jitman Vibranovski, ator, produtor e diretor brasileiro.
- 1946
  - Jeffrey Hammond, músico britânico.
  - Mario Pérez, ex-futebolista mexicano.
- 1947
  - Françoise Barré-Sinoussi, virologista francesa.
  - Arnold Schwarzenegger, fisiculturista, político e ator austríaco-americano.
  - Nico Rijnders, futebolista neerlandês (m. 1976).
- 1948
  - Jean Reno, ator francês.
  - Otis Taylor, músico estadunidense.
  - Yuriy Filatov, ex-canoísta ucraniano.
  - Max Pierre, produtor musical brasileiro.
  - Carel Struycken, ator neerlandês.
- 1949 — Flávio Galvão, ator e dublador brasileiro.
- 1950
  - Frank Stallone, ator, músico e cantor estadunidense.
  - Barbeirinho do Jacarezinho, cantor, compositor e músico brasileiro (m. 2017).

#### 1951–2000
- 1953
  - Anne Linnet, cantora dinamarquesa.
  - Aleksandr Balandin, astronauta russo.
- 1954 — Ken Olin, ator, produtor e diretor estadunidense.
- 1955 — Andrew Strominger, físico estadunidense.
- 1956
  - Georg Gänswein, prelado e núncio apostólico alemão.
  - Radoslav Zdravkov, ex-futebolista e treinador de futebol búlgaro.
  - Abdelfettah Mouddani, ex-futebolista marroquino.
- 1957
  - Rui Veloso, músico e compositor português.
  - Nery Pumpido, ex-futebolista e treinador de futebol argentino.
  - Bill Cartwright, ex-jogador e treinador de basquete estadunidense.
- 1958
  - Kate Bush, cantora britânica.
  - Richard Burgi, ator estadunidense.
- 1959 — Abdullah de Pahang.
- 1960
  - Richard Linklater, diretor e roteirista estadunidense.
  - Brillante Mendoza, produtor e diretor de cinema filipino.
  - Marek Dopierała, ex-canoísta polonês.
- 1961 — Laurence Fishburne, ator estadunidense.
- 1962 — Leif Engqvist, ex-futebolista sueco.
- 1963
  - Carlos Maldonado, ex-futebolista e treinador de futebol venezuelano.
  - Lisa Kudrow, atriz estadunidense.
  - Chris Mullin, ex-jogador de basquete estadunidense.
  - Antoni Martí, arquiteto e político andorrano (m. 2023).
- 1964
  - Vivica A. Fox, atriz estadunidense.
  - Jürgen Klinsmann, ex-futebolista e treinador de futebol alemão.
  - Alek Keshishian, produtor cinematográfico, diretor e roteirista estadunidense.
- 1965
  - Leonel Álvarez, ex-futebolista e treinador de futebol colombiano.
  - Nádia Bento de Lima, ex-jogadora de basquete brasileira.
- 1966
  - Kerry Fox, atriz neozelandesa.
  - Murilo Bustamante, lutador brasileiro de artes marciais mistas.
  - André Trigueiro, jornalista brasileiro.
- 1967
  - Ann Brashares, escritora estadunidense.
  - Marisol Espinoza, política e jornalista peruana.
- 1968
  - Robert Korzeniowski, ex-atleta polonês.
  - Terry Crews, ator e ex-jogador de futebol americano estadunidense.
- 1969
  - Simon Baker, ator australiano.
  - Marcos Adriano, ex-futebolista brasileiro.
- 1970
  - Eugenio Corini, ex-futebolista e treinador de futebol italiano.
  - Christopher Nolan, cineasta britânico.
  - Eric Tinkler, ex-futebolista e treinador de futebol sul-africano.
  - MC Trouble, rapper norte-americana (m. 1991).
  - Patrice Carteron, ex-futebolista e treinador de futebol francês.
  - Dean Edwards, ator, comediantedublador, escritor, produtor e músico norte-americano.
- 1971
  - Calogero, cantor francês.
  - Tom Green, ator canadense.
  - Christine Taylor, atriz estadunidense.
  - Elvis Crespo, cantor porto-riquenho.
- 1972
  - Michelle McLean, modelo namibiana.
  - Dennis Looze, triatleta neerlandês.
  - Urbia Melendez, ex-taekwondista cubana
- 1973
  - Ümit Davala, ex-futebolista e treinador de futebol turco.
  - Andrea Gaudenzi, ex-tenista italiano.
- 1974
  - Hilary Swank, atriz estadunidense.
  - Radostin Kishishev, ex-futebolista búlgaro.
  - Nami Otake, ex-futebolista japonesa.
- 1975
  - Frank Schoeman, ex-futebolista sul-africano.
  - Tino Júnior, jornalista brasileiro.
- 1976 — Jonas Madureira, pastor e filósofo brasileiro.
- 1977
  - Misty May-Treanor, ex-jogadora de vôlei de praia estadunidense.
  - Rodolfo Lavín, ex-automobilista mexicano.
  - Jaime Pressly, modelo e atriz estadunidense.
  - Damiano Vannucci, ex-futebolista samarinês.
  - Fabricio Werdum, lutador brasileiro de artes marciais mistas.
- 1978 — Lahesio Bonfim, médico e político brasileiro.
- 1979 — Pereira, ex-futebolista brasileiro.
- 1980
  - Justin Rose, golfista britânico.
  - April Bowlby, atriz estadunidense.
  - Sara Anzanello, jogadora de vôlei italiana (m. 2018).
  - Rahman Ahmadi, ex-futebolista iraniano.
  - Dennis DJ, produtor musical e DJ brasileiro.
  - Stéphanie Possamaï, judoca francesa.
- 1981
  - Nicky Hayden, motociclista estadunidense (m. 2017).
  - Hope Solo, ex-futebolista estadunidense.
  - Lisa Goldstein, atriz estadunidense.
- 1982
  - Yvonne Strahovski, atriz australiana.
  - Antolin Alcaraz, ex-futebolista paraguaio.
  - Victoria Maurette, atriz e cantora argentina.
  - Martin Starr, ator estadunidense.
- 1983
  - Cristian Molinaro, ex-futebolista italiano.
  - Andrezinho, ex-futebolista brasileiro.
  - Mariano Andújar, ex-futebolista argentino.
  - Jessica Alves, personalidade de televisão brasileira-britânica.
- 1984
  - Marko Asmer, automobilista estoniano.
  - Gina Rodriguez, atriz estadunidense.
  - María León, atriz espanhola.
  - Ryohei Kimura, dublador japonês.
  - Gabrielle Christian, atriz estadunidense.
- 1985
  - Chris Guccione, ex-tenista australiano.
  - Luca Lanotte, patinador artístico italiano.
  - Aml Ameen, ator britânico.
  - Mary Wiseman, atriz estadunidense.
  - Paulo Ramos, futebolista brasileiro (m. 2009).
- 1986
  - Paul Ramírez, futebolista venezuelano (m. 2011).
  - Mari Paraíba, jogadora de vôlei brasileira.
  - Tom Dwan, jogador de pôquer estadunidense.
- 1987 — Narcisse Ekanga, ex-futebolista camaronês.
- 1988
  - Nico Tortorella, ator estadunidense.
  - Oupa Manyisa, futebolista sul-africano.
  - Julián Arredondo, ex-ciclista colombiano.
  - Ángel Madrazo, ex-ciclista espanhol.
  - Alexander Vlahos, ator britânico.
- 1989
  - Corinna Dentoni, tenista italiana.
  - Aleix Espargaró, motociclista espanhol.
  - Mario Martínez, futebolista hondurenho.
- 1990
  - Lia Parolari, ex-ginasta italiana.
  - Corry Evans, futebolista britânico.
- 1991
  - Daria Kondakova, ex-ginasta russa.
  - Wilder Guisao, futebolista colombiano.
- 1992
  - Kevin Volland, futebolista alemão.
  - Fabiano Caruana, enxadrista italiano.
- 1993
  - André Gomes, futebolista português.
  - Naito Ehara, nadador japonês.
- 1995 — Hirving Lozano, futebolista mexicano.
- 1996
  - Austin North, ator estadunidense.
  - Fatin Shidqia, cantora indonésia.
  - Jonas Gregaard, ciclista dinamarquês.
- 1997
  - Sho Shimabukuro, tenista japonês.
  - Emanuel Cate, jogador de basquete romeno.
- 1998 — Eveline Saalberg, velocista holandesa.
- 1999
  - Joey King, atriz estadunidense.
  - Thomas Pidcock, ciclista britânico.
- 2000 — Roman Mityukov, nadador suíço.

### Século XXI
- 2001 — Daniel Ruiz Rivera, futebolista colombiano.

## Mortes

### Anteriores ao século XIX
- 0578 — Jacó Baradeu, bispo de Edessa (n. 505).
- 0579 — Papa Bento I (n. 525).
- 1094 — Berta da Holanda, rainha consorte de Filipe I de França (n. 1055).
- 1286 — Bar Hebreu, escritor sírio (n. 1226).
- 1540 — Thomas Abel, sacerdote inglês (n. 1497).
- 1566 — Guillaume Rondelet, médico francês (n. 1507).
- 1683 — Maria Teresa da Espanha, rainha consorte da França (n. 1638).

### Século XIX
- 1811 — Miguel Hidalgo, religioso e líder independentista mexicano (n. 1753).
- 1897 — Alfred von Arneth, historiador e político austríaco (n. 1819).
- 1898 — Otto von Bismarck, político alemão (n. 1815).

### Século XX
- 1912 — Meiji, imperador do Japão (n. 1853).
- 1944 — Antônio Silvino, cangaceiro brasileiro (n. 1875).
- 1950 — Guilhermina Suggia, violoncelista portuguesa (n. 1855).
- 1970 — Carvalhinho, compositor brasileiro (n. 1913).
- 1985 — Julia Robinson, matemática estadunidense (n. 1919).
- 1986 — Câmara Cascudo, escritor e folclorista brasileiro (n. 1898).
- 1993 — Paulette, ator e comediante brasileiro (n. 1952).
- 1995 — Verner Suomi, cientista e inventor estadunidense (n. 1905).
- 1997 — Bao Dai, imperador vietnamita (n. 1913).

### Século XXI
- 2007
  - Ingmar Bergman, cineasta e dramaturgo sueco (n. 1918).
  - Michelangelo Antonioni, cineasta italiano (n. 1912).
- 2013 — Antoni Ramallets, futebolista espanhol (n. 1924).
- 2014 — Fausto Fanti, comediante brasileiro (n. 1978).
- 2016 — Cesino Bernardino, conferencista e escritor brasileiro (n. 1934).
- 2021 — Olga Prats, pianista portuguesa (n. 1938).
- 2022 — Nichelle Nichols, atriz, dançarina e cantora estadunidense (n. 1932).
- 2024 — Jenny Mastoraki, poeta grega (n. 1949).

## Feriados e eventos cíclicos

### Mundo
- Dia Mundial Contra o Tráfico de Pessoas
- Dia Mundial do Bordado

### Brasil
- Dia Nacional do Cirurgião Geral.
- Aniversário da cidade de Santana do Livramento - Rio Grande do Sul
- Aniversário das cidades de Baianópolis, Itanagra e Várzea do Poço - Bahia

### Vanuatu
- Dia da independência de Vanuatu.

### Santo do dia
- Pedro Crisólogo

## Outros calendários
- No calendário romano era o 3.º dia (III) antes das calendas de agosto.
- No calendário litúrgico tem a letra dominical A para o dia da semana.
- No calendário gregoriano a epacta do dia é xxvii.